# Amoreira-aquaduct

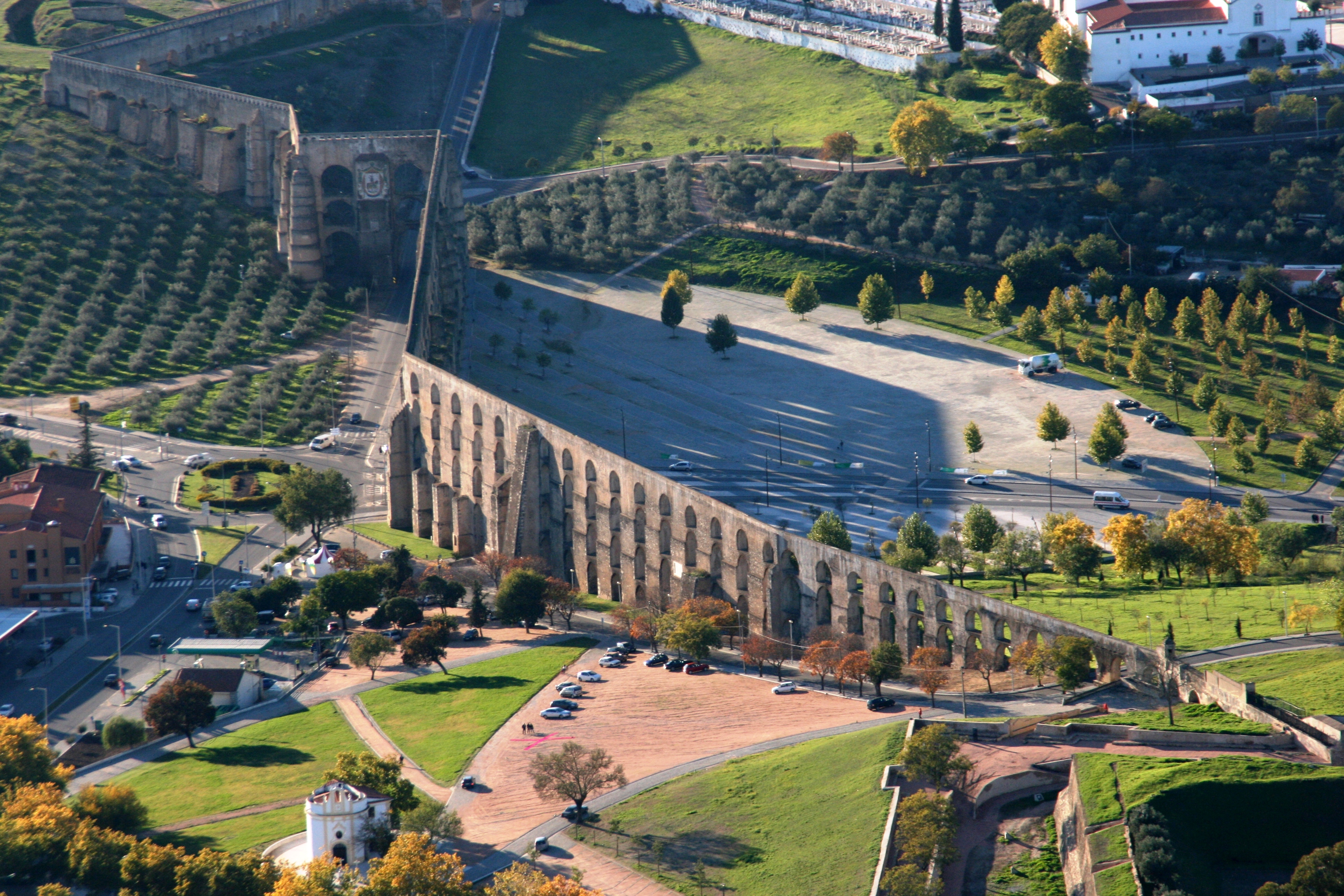
Het meest spectaculaire deel van het aquaduct gezien vanaf Elvas

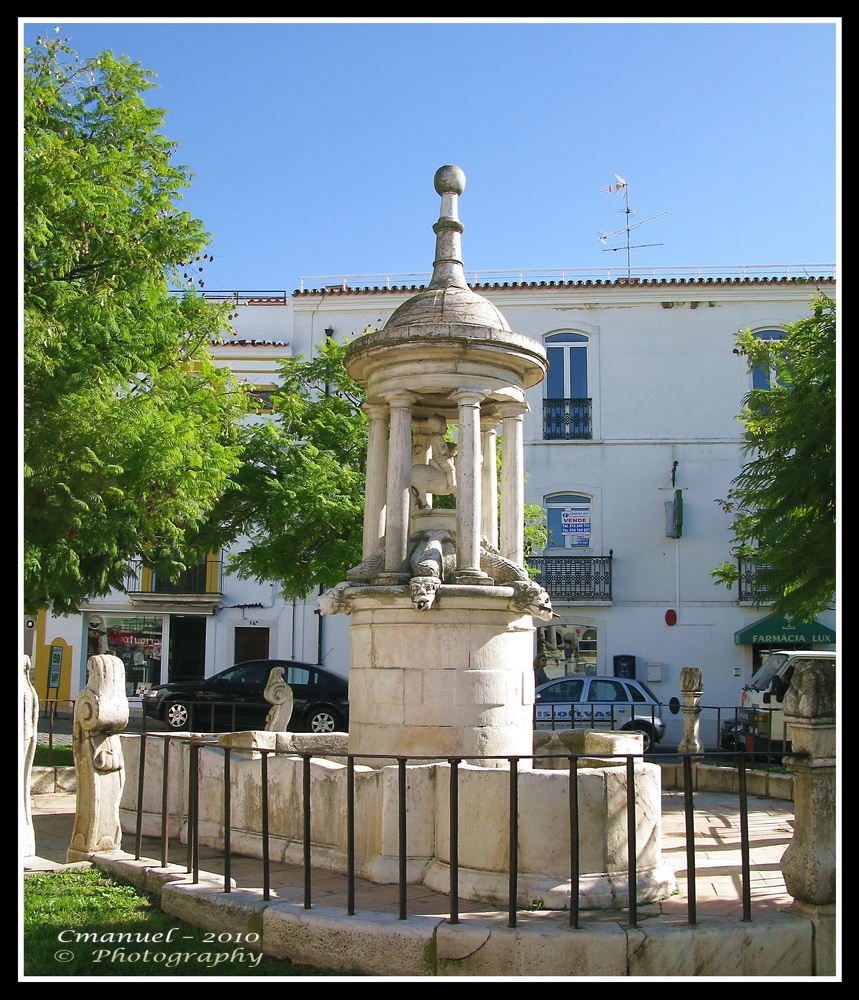
De fontein van Misericordia, het eindpunt van het aquaduct in Elvas

Het Amoreira-aquaduct is een aquaduct gebouwd in de 16e en 17e eeuw. Het ligt in het uiterste oosten van Portugal, tegen de grens met Spanje aan, bij de plaats Elvas in het district Portalegre.
Sinds de tijd van de Arabische bezetting krijgt Elvas water uit de Alcalá-bron. De bron ligt bij het oude bisschoppelijk paleis. Door de toename van de bevolking in de 15e eeuw kampte de stad met een tekort aan water.
Koning Emanuel I van Portugal (1469-1521) gaf toestemming voor de introductie van een waterbelasting, de "Real de Água". De opbrengst werd gebruikt voor verbeteringen aan de waterput. Het effect was echter onvoldoende en het waterprobleem bleef bestaan. Het gemeentebestuur kwam met het plan om een aquaduct te bouwen dat water van Amoreira, naar het stadscentrum zou brengen.
In 1537 benoemde Johan III van Portugal (1502-1557) de architect Francisco de Arruda. Hij had al de bouw van een aquaduct bij Évora gerealiseerd en kreeg nu de opdracht het aquaduct te ontwerpen. De bouwwerkzaamheden begonnen in hetzelfde jaar en vijf jaar later werd  het klooster van São Francisco bereikt. De eerste zes kilometer was gereed en dit was de gemakkelijke fase van het project. Het terrein werd minder vlak en de bogen van het aquaduct werden groter en hoger. De bouwkosten namen toe en de belastingen werden keer op keer verhoogd.
In 1547 werden de werken opgeschort wegens geldgebrek. Het was pas in 1571 dat de werkzaamheden weer werden hervat. Deze tweede bouwfase duurde tot 1580 en werd geleid door de ingenieur Afonso Álvares. Met de troonbestijging van Filips II van Spanje werden de werkzaamheden gestaakt.
Aan het begin van de 17e eeuw begon men weer te werken aan het project, maar omstreeks 1610 viel het besluit het werk aan te passen. Dit leidde tot nieuwe vertragingen. In 1620 stroomde het eerste water naar Elvas en was het project bijna gereed. In 1622 was nog sprake van een kleine verlenging binnen de stadsmuren en werd de fontein van Misericordia het centrale eindpunt in de stad.
Tijdens de Portugese Restauratieoorlog werd de verdediging van Elvas, een grensstad van groot strategisch belang, een noodzaak. Het aquaduct werd een obstakel voor de bouw van een nieuwe reeks vestingwerken en de militaire ingenieurs kwamen met het plan het aquaduct deels te slopen. De bewoners van Elvas verzette zich tegen deze maatregel en na een verzoekschrift aan de koning werd de sloop voorkomen.
De militairen zagen het belang van een goede watervoorziening ook in. Zij bouwden binnen de stadsmuren waterkelders. Rond 1650 waren ze gereed en werden gevuld met water dat via ondergrondse pijpen vanaf de aquaduct werd aangevoerd.
In 1910 werd het aquaduct een nationaal monument. In 2012 werd het aquaduct een onderdeel van Garnizoensgrensstad en vestingwerken van Elvas die door de UNESCO zijn geclassificeerd als werelderfgoed.